# Deronectes toledoi
Deronectes toledoi är en skalbaggsart som beskrevs av Fery, Erman och Hosseinie 2001. Deronectes toledoi ingår i släktet Deronectes och familjen dykare. Inga underarter finns listade i Catalogue of Life.